# Robert Livermore (schior alpin)
Robert Livermore (n. 16 octombrie 1909, Boston, Massachusetts, SUA – d. 12 februarie 1991, Lincoln, Massachusetts, SUA) a fost un american schior alpin. El a concurat la proba de combinată masculină la Jocurile Olimpice de iarnă din 1936. A absolvit Universitatea Harvard.